# 艾弗里 (名字)
艾弗里（Avery）是中性英语名字，最初是一个英语姓。其来源于古法语姓阿尔弗里德（Alfred），另一说起源于古日耳曼语名字阿波利奇（Alberich）。  艾弗里名字的含义起源于在古英语的aelf一词，有精灵、统治者、权力的意思，精灵被认为是美丽的魔法生物。
艾弗里最初作为一个男孩的名字更常见，但它作为一个女孩的名字越来越受欢迎。艾弗里入选2011年二十大美国出生的女孩的最常见名称，在2013年达到第12名。该名称在1910年人口普查中是第634位美国男性的最常见的名字。